# Rudolf Perešin

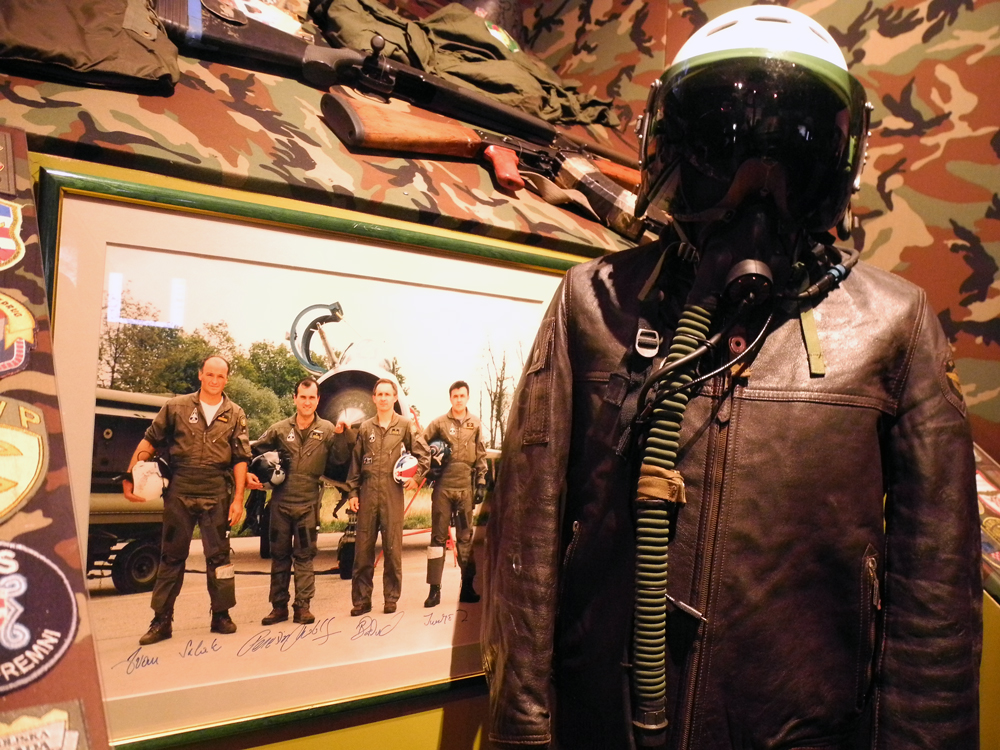
Die Kampfpiloten-Ausrüstung von Rudolf Perešin. Im Hintergrund ein Foto von Perešin (2. von links) mit eigenhändiger Unterschrift (Museum für kroatische Geschichte, Zagreb).

Rudolf Perešin (* 25. März 1958 in Jakšinec bei Gornja Stubica; † vermutlich am 2. Mai 1995 bei Bosanska Gradiška) war ein kroatischer Jagdflieger im Kroatienkrieg.

## Leben
Perešin wurde im Dorf Jakšinec in der Nähe von Gornja Stubica in Hrvatsko Zagorje geboren. Er schrieb sich an der Militärpilotenakademie in Zadar ein und schloss sein Studium 1981 als Jahrgangsbester ab. Er war einer der besten Kampfpiloten der Jugoslawischen Luftwaffe.

### Militärische Laufbahn
Laut eigenen Aussagen 1991 in Österreich besuchte Perešin das Militärgymnasium in Mostar und danach die jugoslawische Luftwaffenakademie in Zadar-Zemunik. Nach Abschluss der Ausbildung zum Einsatz-Jetpiloten sei er 1982 im nordbosnischen Bihać stationiert worden. Dort flog er in der 352. Aufklärungsflieger-Staffel (352. izviđačka avijacijska eskadrila – IAE), des 117. Jagdfliegerregiments im Rahmen des 5. Korps der jugoslawischen Luftstreitkräfte (RV i PVO).

### Kroatienkrieg und Flucht
Zu Beginn des Kroatienkrieges befanden sich noch zahlreiche kroatische und andere nicht-serbische Piloten in den Reihen der Jugoslawischen Volksarmee (JNA). Manche der Kroaten planten, zu desertieren.
Perešin war der erste Pilot, dem die Flucht mit seinem Fluggerät gelang. Danijel Borović flog später nach Split, andere Piloten flohen auf dem Landweg.
Nachdem Perešin seine Familie aus Bihać nach Kroatien in Sicherheit gebracht hatte, nutzte er am 25. Oktober 1991 eine Gelegenheit während einer Beobachtungsmission, um sich mit seiner MiG-21R (unbewaffnete Aufklärungsversion) nach Nordwesten abzusetzen. Keiner der wenigen Flugplätze in Kroatien war zu jener Zeit für Instrumentenlandung geeignet, die Sicht war schlecht, daher entschloss sich Perešin, in Klagenfurt zu landen. Die größte Gefahr für den Piloten stellten die Radaranlagen und die Flugabwehr der Jugoslawischen Volksarmee dar; der Radarerfassung konnte er sich jedoch durch teils extremen Tiefflug entziehen. Zwei nach Klagenfurt dirigierte österreichische Saab 105 erreichten die jugoslawische Maschine erst, als sich diese bereits auf der Rollbahn in Klagenfurt befand. Sie identifizierten auch die taktische Nummer der Maschine: 112.
Perešin legt seine persönliche Bewaffnung – eine 7,65-mm-Pistole M70 und eine 7,65-mm-Kleinmaschinenpistole M61 samt Schulterholstern – nieder und erklärt gegenüber dem HNaA in gebrochenem Englisch, nicht mehr in der JRV gegen seine kroatischen Landsleute zu kämpfen und in die nicht besetzten Teile Kroatiens zurück zu wollen.
Vier Tage nach seiner Landung konnte Perešin, der kein Asyl anstrebte, nach Kroatien reisen; seine mittlerweile fluguntaugliche MiG-21 blieb im Luftfahrtmuseum Zeltweg und wurde im Mai 2019 in zerlegtem Zustand nach Kroatien für ein Militärmuseum in Zagreb rückgeführt. Als Ersatz für die Lagerkosten hat Kroatien dem Luftfahrtmuseum in Zeltweg eine baugleiche MiG-21 überlassen. Zuvor war unklar, wer der Rechtsnachfolger Jugoslawiens ist, an den sie herausgegeben werden könnte.

### Rückkehr nach Kroatien
Unmittelbar nach seiner Ankunft in Kroatien schloss sich Rudolf Perešin der noch im Aufbau befindlichen kroatischen Nationalgarde an, aus der später die kroatische Armee erwuchs. Hier wirkte er mit seinem Fachwissen beim Aufbau der kroatischen Luftwaffe mit, die zu jener Zeit vorwiegend aus landwirtschaftlichen Propellermaschinen und zwei erbeuteten MiG-21 bestand.
Am 4. Februar 1992 war Perešin einer der Mitbegründer der ersten kroatischen Luftverteidigung. Im Jahr 1993 übernahm Perešin das Kommando der 1. Jagdstaffel Kroatiens.

### Tod

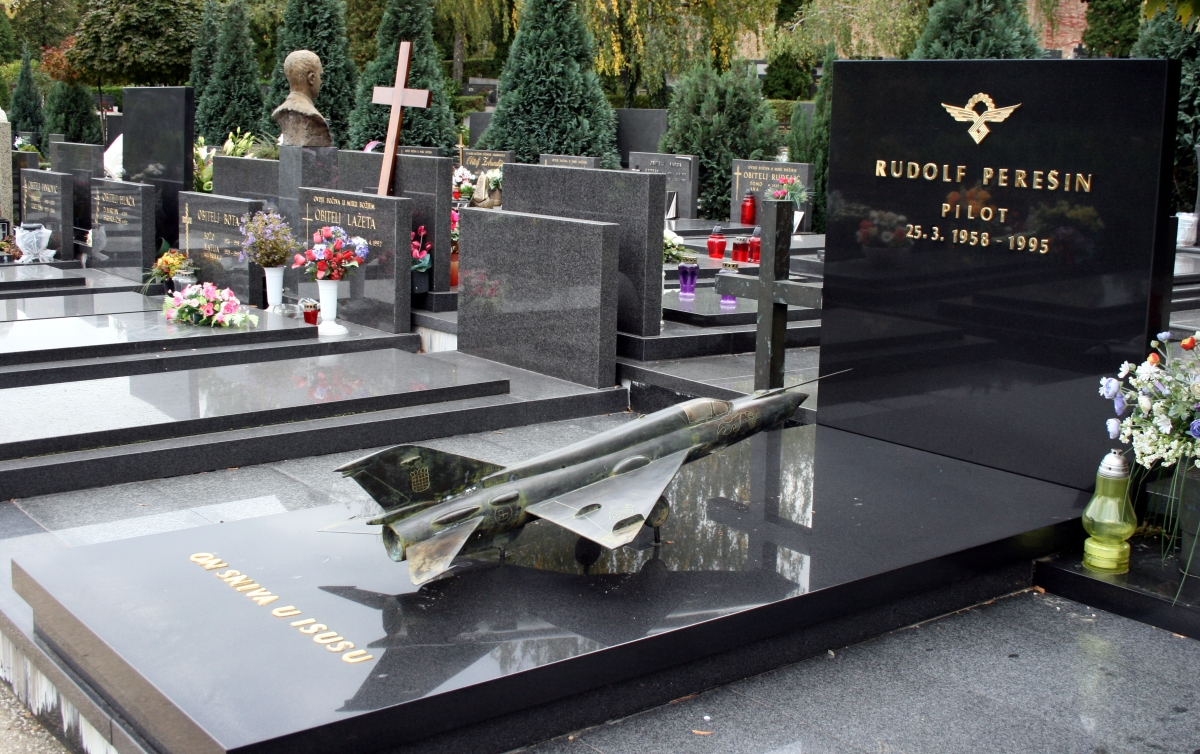
Das Grab am Mirogoj-Friedhof in Zagreb, "Rudolf Peresin, 25. 3. 1958 – 1995, Pilot, On sniva u Isusu" (Er schläft in Jesus)

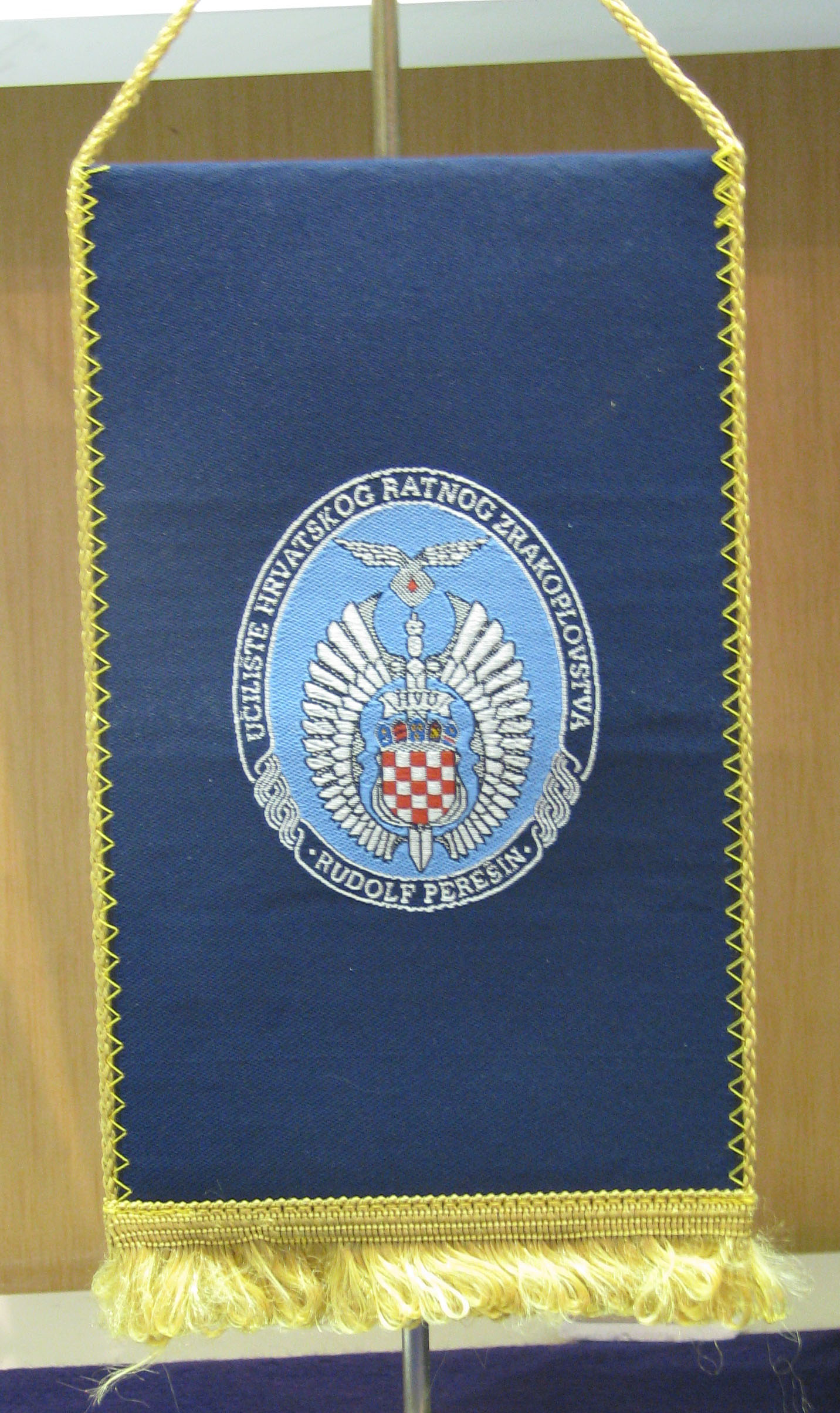
Wimpel mit dem Abzeichen der Luftwaffenakademie „Rudolf Perešin“

Während der kroatischen Militäroperation Bljesak wurde Perešins Maschine von der serbischen Flugabwehr getroffen. Er konnte mit dem Schleudersitz aussteigen und kam bei Bosanska Gradiška zu Boden, das sich unter Kontrolle der Vojska Republike Srpske befand.

## Gedenken
Am 4. August 1997 übergab Serbien im Rahmen eines Austausches kroatische Gefangene sowie sterbliche Überreste von Kroaten. Eine Voruntersuchung anhand beiliegender Gegenstände ergab, dass es sich bei einem der Toten um Perešin handelte, was kurz danach auch vom Institut für Gerichtsmedizin in Zagreb bestätigt wurde. Eine Todesursache wurde nicht bekanntgegeben.
Perešin wurde am 10. September 1997 offiziell für tot erklärt und am 15. September auf dem Mirogoj-Friedhof in Zagreb mit höchsten Staatsehren bestattet. Am Grabmal ist das Modell einer MiG montiert.
Die Luftwaffenakademie der kroatischen Luftwaffe in Zadar/Zemunik trägt seit einigen Jahren den Namen „Rudolf Perešin“.
Die Schule für Luftwaffentechnik in Velika Gorica trägt ebenfalls den seinen Namen.
Am 25. Oktober 1999 – zum achten Jahrestag der Gründung – wurde zu seinem Gedenken ein kleines Monument auf dem Gelände der Akademie geweiht. Außerdem erinnert eine Gedenktafel am Kirchenplatz von St. Jurje in Gornja Stubica an ihn, welche von Kadetten der Akademie am 3. Mai 1999 enthüllt wurde.

## Auszeichnungen (Auswahl)
- Fürst-Domagoj-Orden mit Halsband, 1995 (posthum)

## Fluchtflugzeug
Die naturmetallsilbergraue MiG-21R trägt nur oben auf der rechten Tragfläche die taktische Nummer „112“ sowie auf beiden Seiten des Leitwerks „26112“.
Die Maschine ist als Aufklärungsversion unbewaffnet, eine Kameragondel fehlt.
Sie ist Vertreter der ersten Variante der dritten Generation des taktischen Jägers die in Serienproduktion ging, und zwar genau von 1965 bis 1971 im Werk (Sawod) 21 in Gorki. 1970 erfolgte eine Lieferung von 12 Stück dieses Typs an Jugoslawien.
Mangels Vertrages zwischen Belgrad und Zagreb über die Rechtsnachfolge Jugoslawiens ist die MiG-21R rechtlich gesehen herrenlos. (Stand 2002) Belgrad verlangte von Österreich die Herausgabe; Kroatien ersuchte Österreich, das nicht zu tun, und meldete später auch Ansprüche an. Vier österreichische Ministerien waren involviert.
Die MiG wurde im Hubschrauber-Hangar des Bundesheers am Klagenfurter Flughafen eingemottet. Aus Platzgründen wurde sie im Herbst 1994 zerlegt und ins Heeresmunitions-Depot in Großmittel in Niederösterreich umgelagert.
Am 6. Dezember 2001 wurde sie vor dem Heeresgeschichtlichen Museum im Wiener Arsenal aufgestellt. Sie diente als Torwächter für die Sonderausstellung Österreich und der Zerfall Jugoslawiens, welche vom 12. Dezember 2001 bis 1. April 2002 stattfand.
Von April bis Oktober 2011 wurde die MiG als „diesjähriger Höhepunkt“ der Militärluftfahrtausstellung im Hangar 8 am Flugplatz Zeltweg – Fliegerhorst Hinterstoisser – gezeigt.
Im Juni 2014 war das Flugzeug im Hangar 8 des Militärflugplatzes Zeltweg ausgestellt.
Die MiG wurde am 6. Mai 2019 von Österreich an Kroatien übergeben. Sie sollte bis Ende Mai 2019 vor dem Verteidigungsministerium ausgestellt werden und dann zentrales Ausstellungsstück des Militärmuseums in Zagreb werden, welches am 28. Mai 2019 eröffnet wurde.
Österreich erhält als Ersatz für die Lagerkosten eine baugleiche MiG-21 von Kroatien.